# Dryops championi
Dryops championi is een keversoort uit de familie ruighaarkevers (Dryopidae). De wetenschappelijke naam van de soort werd in 1919 gepubliceerd door Dodero.